# サーチャー (航空機)
IAI サーチャー / IAI Searcher
IAI サーチャー Mk.II（スペイン陸軍）
- 用途：偵察機、観測機
- 分類：無人航空機[1]
- 製造者：イスラエル・エアクラフト・インダストリーズ
- 運用者： イスラエル（イスラエル航空宇宙軍）他
- 運用開始：
1992年（サーチャーMk.I）[1][2]
1998年（サーチャーMk.II）[1][2]

IAI サーチャー (IAI Searcher) は、1980年代後半にイスラエルのイスラエル・エアクラフト・インダストリーズ (IAI)の無人機開発部門であるMAZLAT（現在はMALAT）によって開発され、1990年代よりイスラエル空軍および輸出先で運用されている軍用の多目的無人航空機 (UAV)である。1970年代末からイスラエル軍で運用されていた無人航空機であるタディラン マスティフおよびIAI スカウトが旧式化してきており、これらを約10年掛けて将来的に更新する目的で開発された。
尚、IAI サーチャーにはヘブライ語ではヤマウズラを意味する חוגלה (Hugla) という公式の愛称がつけられている他、非公式にアジサシの仲間を意味するמרומית (Meyromit) というニックネームも付けられている。

## 概要
IAI サーチャーは既に開発されていたIAI スカウトや、MAZLAT創設後に開発されたRQ-2 パイオニアとよく似た構造で、直方体のような形状の機体に長方形の直線翼を持ち、機首部分および機体下部には光学機材、機体の後部には推進用のプロペラを装備し(推進式)、尾翼はツインブームによって保持される(双胴機)構造となっている。ただし機体サイズは全幅・全長で約2倍、重量も約3倍程度の大きな機体となっている。これによりエンジン出力も強化されており、また飛行可能時間、到達高度も従来機を上回っている。
最初に開発されたサーチャー Mk.Iは1992年にイスラエル空軍の部隊に配備され、レバノン南部でのパトロール活動、治安維持活動に投入された。この後IAIでは、1990年代中頃にハンター、およびヘロンといった機種の開発を行ったが、ハンターはアメリカ陸軍でRQ-5として採用されたがイスラエル軍では採用されず、ヘロンがサーチャーの後継としてイスラエル軍に導入されたのは2005年以降になってからであった。
1998年になって、イスラエル軍はサーチャー Mk.Iの発展改修型として開発されていたサーチャー Mk.IIの導入を開始した。サーチャーMk.IIは内部の電子機器類のアップグレードにとどまらず、機体寸法もやや巨大化されるなどされている。サーチャーMk.IIの到達可能高度は6,000m、飛行時間は18時間に達し、地上管制システムとの通信距離は200kmで、悪天候でも飛行が可能である。また、万一地上管制システムとの通信が途絶した場合、自力で離陸地点に帰投する機能も持っている。サーチャーMk.IIはイスラエル軍に200機以上が導入されている他、インド軍が約100機を導入するなど、多数の国にも輸出されている。
最新型のサーチャーMk.IIIは、サーチャーMk.IIを導入したスペイン陸軍の要求を元に改良されており、地上管制システムとの通信距離が250～300kmに延伸され、到達可能高度7,000m、飛行時間は20時間に達するとされている。サーチャーMk.IIIを導入しているのは2016年時点でスペイン陸軍のみである。

## フォルポスト

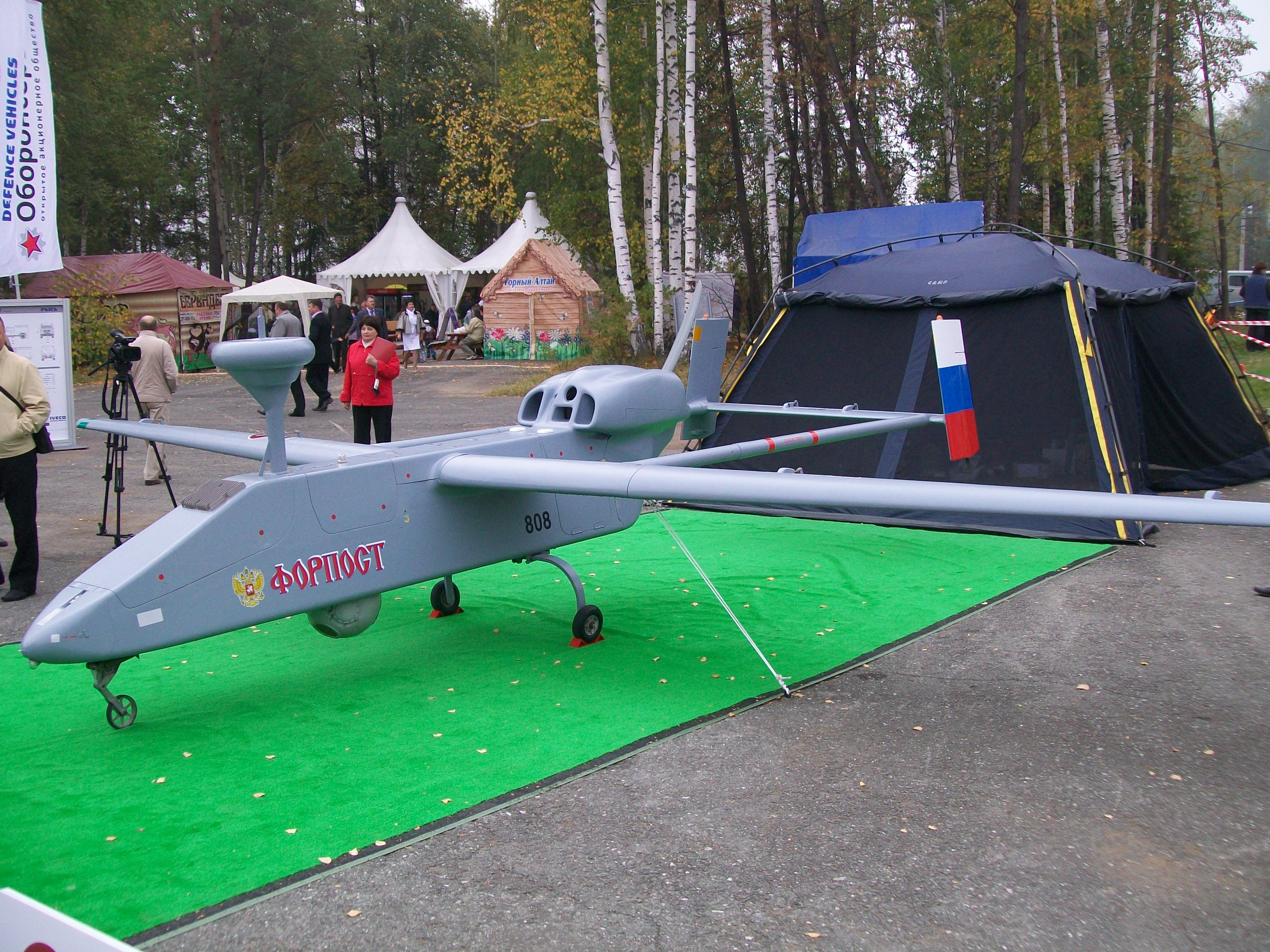
フォルポスト
ロシアでのノックダウン生産型

ロシアでは南オセチア紛争において現代のUAVシステムが不足していたことが判明したことから調達が開始され、フォルポスト(Forpost)の名称でサーチャーMk.IIをウラル民間航空機工場（UZGA）が30機をノックダウン生産し、独自に改良も行っている。
導入から生産まで
フォルポストの導入は2009年4月に2機のサーチャーMk.IIを1,200万ドルで購入したことから始まり、続いて2010年10月13日にOboronpromはIAIとの間で組み立てのための部品供給契約を締結。この時点ではコンポーネントの納入は2011年に開始されるとされ、カザンヘリコプター工場においてイスラエルの部品から組み立てる計画だった。
2011年5月23日、IAIはサッチャーIIをロシアに出荷する準備が整ったと発表し、写真を公開、続く31日にはカザンヘリコプター工場ではなくウラル民間航空機工場が最初の3機の生産のための準備をしていると報道された。ウラル民間航空機工場は11月21日にイスラエルのライセンスの元、フォルポストの生産を開始すると発表。既に組み立てのための生産現場は準備されており、UZGAの専門家はイスラエルで訓練されたと正式発表した。
2012年1月にはニジニ・タギルの"Staratel"訓練場において最初の試験が実施され、8月22日にはウラル民間航空機工場のゼネラルディレクターであるヴァディム・バデハは国防省と国家契約を締結し今年度は10機を組み立て2012年から2013年にかけてこの契約を完済、年末までにロシア軍に就役する予定であると発表した。同計画の実施には約3億ルーブルがこのプロジェクトの実施に投資された。
2012年9月12日、ウラル民間航空機工場はライセンス製造分について試験の準備ができているとし、試験が10月から開始されることが予定されていると発表した。その結果、10月11日に暑い砂漠で動作するように設計されているため、ビデオと熱画像システムのみを搭載しており、寒く、頻繁に霧、雪と雨が降るロシアでは、イスラエルの無人機は役に立たないとしてロシアの環境への適応のための研究開発費として暗号名"Azimut"の計画名112億ルーブルを費やすと報道された。既に技術的案件については国防相の承認を受けており、作業は2015年末までに完了しなければならないとされた。
その後はどのような経緯を経たのかは不明であるが2014年1月に就役している。

### 発展・改良
ロシアとしては導入はしたものの、不満があったため独自に改良を行うことを決定した。まず2015年にウラル民間航空機工場はアルミヤ-2015においてフォルポストの更なる近代化の方向についての情報を提示した。GLONASS航法装置、保護された通信回線を受信する複合体、IFFが装備され重量は増加し500kgとなるフォルポスト-M。他のフォルポストおよびオルラン、アザートのような携帯無線機からの信号中継装置あるいは1-18GHzの電子偵察装置を搭載でき、さらにNITA製のATC装置(ADS-B)との相互作用も計画されている特殊型のフォルポスト-Rを発表した。2016年にはウラル民間航空機工場がフォルポストの近代化版を作成する20億ルーブルの国家契約を受けた。同報道によるとウラル民間航空機工場はMAKS-2015において配布した資料で、フォルポストの段階的アップグレードの計画について発表しており、それによるとロシアの通信機材とIFFの搭載から始まり、側方レーダーの統合で完了するという。uav.ruの編集者デニス・フェデチノフによれば近代化とローカライズは数年前より計画されていたという。
フォルポスト-M
2017年1月20日にタス通信により報じられた、フォルポストをベースにロシア製のコンポーネントのみを使用して近代化した発展型。同年3月17日付のイズベスチヤの報道によるとこれはフォルポスト-Mと呼称され、2019年には完成する予定だという。
フォルポスト-Mは統一計器製造会社製の情報記録装置、通信システム、ストラップ・ダウン慣性航法装置が装備され、音声メッセージ、ナビゲーションデータ、画像、チャット形式のテキストダイアログを送信したり、同時に複数の通信チャネルを介してHD品質のビデオ画像を送信することが可能となるという。また、地上の制御ステーションだけでなく、ヘリコプターを含む他の航空機や衛星などと直接通信することができ、センサーを使って集められた情報を評価し、リアルタイムにデータを地上または空中に中継することも可能である。ストラップ・ダウン慣性慣性航法システムにより、GLONASSまたはGPSシステムを使用せずとも飛行が可能である。
シリアでの戦訓をもとに霧や砂嵐の際に光学センサーが十分効果的ではないという理由から高精度の小型レーダー搭載を計画しており、運用を容易にするため、レーダーはポッド形式で翼または胴体下に装備される予定。このレーダーは既存のフォルポストの装備にも加えられるという。
光学センサー自体も新しいモジュラー光学システムになる。これより夜間を含む全天候下で動作することが可能となった。
地上管制システムとの通信距離は半径250km、到達可能高度は5,000m、速度は200km/h、飛行時間は17時間、重量は450kg以上となっている。
武装型もあり、2018年7月9日付けのロシア新聞はフォルポスト-M2と呼ばれる型式が誘導爆弾で武装していると報じている。爆弾は独自のもので敵のレーダーで映らない特別な容器に隠されており、2つを装着可能。ペイロードは100kgは超えることが想定されている。これら新しい航法装置とレーダーなどの識別手段との組み合わせにより、フォルポスト-Mは完全に自律的な攻撃プロットフォームとなるという。武装型については2018年7月24日に試験を完了し、ロシア軍で運用される最初の攻撃型UAVとなったと報道されている。
フォルポスト-R
2019年8月22日に初飛行、2020年に運用に入る予定。
フォルポストM同様に最新の電子機器、地上管制施設、通信回線、ロシアのソフトウェアを装備し、構造材料も国産品で代替、エンジンは近代的な国産エンジンAPD-85を搭載している。電子機器面では光学以外に、無線およびレーダーでの偵察が可能になった点はフォルポスト-Mと同様。新しい無線回線により、通信距離は100km拡大し、ジャミングにも強くなっている。MOSP-3000はUOMZ製のGOES-540あるいはNPP Aviation and Marine Electronicsが開発したGOES-4で置き換えられる(メインシステムはGOES-540でオプションでGOES-4を選択できる)。2021年には2つの誘導ミサイルを装備しているタイプも確認されている。飛行高度は5.9km、飛行時間は少なくとも10時間、巡航速度は最大180km/h、ペイロードは重量100kgまでとなっている。

### 運用
2015年5月21日にロシア軍のフォルポスト 1機がウクライナ東部ドネツィク州、アウディーイウカでウクライナ政府側の部隊により撃墜された。ウクライナのドンパスにおける紛争においては機体番号905,915,916,920,923の5機が失われている。
2018年1月12日には紛争情報チームの研究者グループによって1機がシリアのノール・アル・ディン・アル・ゼンキー運動によって撃墜されたと報告された。
2018年8月、フォルポストはバルト艦隊の演習において初めてヤーホントとカリブルの海上目標への誘導を実施しこれに成功した。UAVと船舶の機内システムを完成させた後、この方法は他の船隊でも実施される予定。

## 運用国
- イスラエル

イスラエル空軍第200飛行隊において1992年からサーチャーMk.I、1998年からサーチャーMk.IIを運用。運用数は200機以上。第200飛行隊には2007年以降、IAI ヘロンも配備されている。
- アゼルバイジャン

2012年にサーチャーMk.IIを5機導入。
- キプロス

2002年にサーチャーMk.IIを2機導入。
- インド

約100機のサーチャーMk.IIを運用しており、開発国イスラエルに次ぐ保有数である。2002年6月7日にパキスタン空軍のF-16により1機が撃墜された。
- スリランカ

スリランカ空軍第111飛行隊がサーチャーMk.IIを運用。
- エクアドル

2009年にサーチャーMk.IIを4機導入し、エクアドル海軍に配備された。2014年1月24日に1機が墜落した。2024年時点で2機を保有。
- 大韓民国

韓国空軍がサーチャーMk.IIを運用。
- ロシア

"フォルポスト" (Forpost)の名称でサーチャーMk.IIを30機ノックダウン生産。2014年1月6日より最初の機体が太平洋艦隊に到着。カムチャツカ半島の部隊と軍は無人機の支隊を形成した太平洋艦隊最初の部隊となった。
改良型のフォルポスト-Rは2019年に10機分、2020年に10機分の契約を締結、2セットが配備されている。バルト艦隊の沿岸部隊に配備を計画中。
2016年からは後継となるUAVの開発を進めている。
- シンガポール

シンガポール空軍がサーチャーMk.IIを運用。
- スペイン

スペイン陸軍が2007年に3機のサーチャーMk.II-Jおよび1機のサーチャーMk.IIIを導入し、アフガニスタンに派遣した。
- タイ

タイ陸軍がサーチャーMk.IIを運用。
- トルコ

トルコ空軍がサーチャーMk.IIを運用。

## 要目

### サーチャー Mk.I

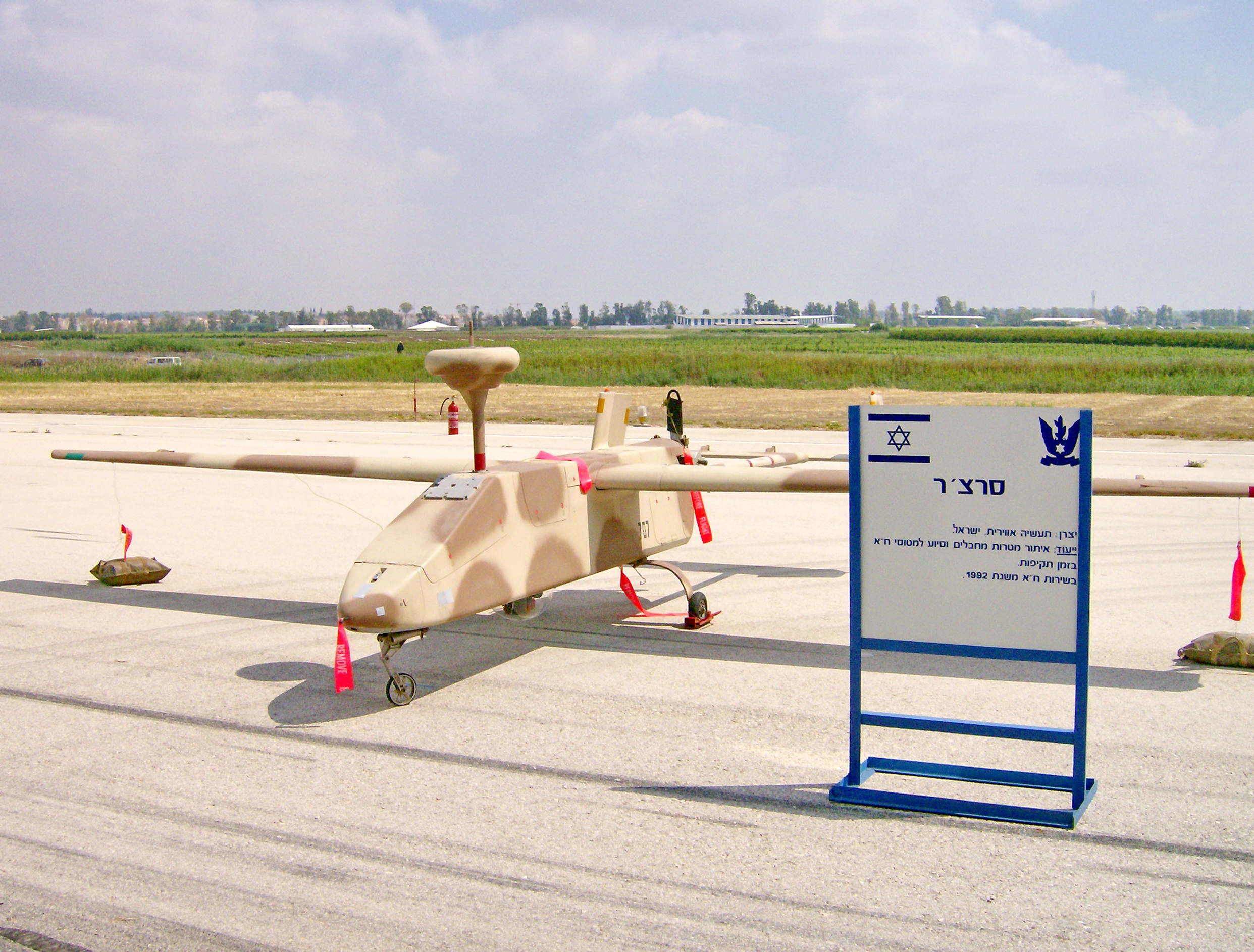
イスラエル空軍のサーチャーMk.I
（テルノフ空軍基地での展示）

出典: 
諸元
- 乗員: 0名（無人）
- 全長: 4.07m
- 全高: 1.184m
- 翼幅: 7.22m
- 最大離陸重量: 318kg
- 動力:  、    × 1

性能
- 最大速度: 198km/h
- *最大上昇高度: 5,200 m

### サーチャー Mk.II

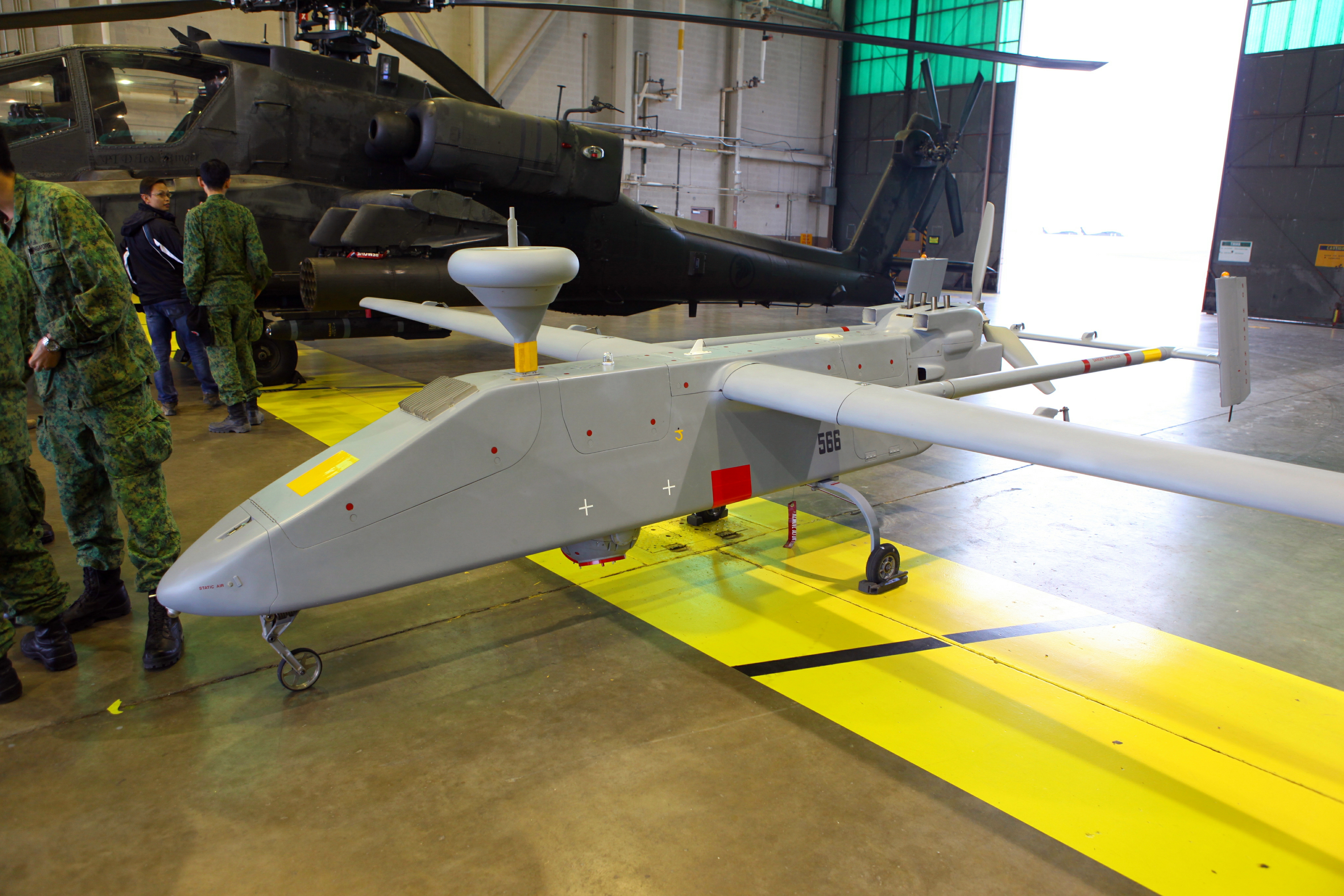
シンガポール空軍のサーチャーMk.II

出典: 
諸元
- 乗員: 0名（無人）
- 全長: 5.85m
- 全高: 1.25m
- 翼幅: 8.55m
- 最大離陸重量: 436kg
- 動力: リムバッチ L550（英語版） 4ストロークエンジン、47hp    × 1

性能
- 最大速度: 200km/h
- *最大上昇高度: 7,000 m

## 登場作品
『エースコンバットシリーズ』
「5」以降のストレンジリアル世界を描いた各作品と、現実世界を舞台とする「インフィニティ」に登場。
ストレンジリアル世界を描いた作品では、「5」ではユークトバニア連邦共和国軍の無人偵察機として、「6」ではエストバキア連邦軍の重巡航管制機「アイガイオン」が有する長距離巡航ミサイル「ニンバス」の終末誘導を担うマーカードローンとして、それぞれ敵機として登場する。「7」ではプロローグに登場。実機と異なり引き込み脚となっており、実験機として登場する他、ストレンジリアル世界の雑誌「Our Science」誌の2006年3月号「Era of The Drones」の表紙に映る機体として登場する。
「インフィニティ」では、「5」同様敵が運用する無人偵察機として登場する。